# ان‌جی‌سی ۳۹۲۳
ان‌جی‌سی ۳۹۲۳ یک کهکشان بیضوی است که در صورت فلکی هیدرا واقع شده‌است. این مکان در فاصله حدود ۹۰ میلیون سال نوری از زمین واقع شده‌است، که با توجه به ابعاد ظاهری آن، به معنای آن است که ان‌جی‌سی ۳۹۲۳ حدود ۱۵۵۰۰۰ سال نوری عرض دارد. ان‌جی‌سی ۳۹۲۳ نمونه ای از کهکشان پوسته ای است که ستاره‌های هاله آن به صورت لایه ای مرتب شده‌اند و بیش از بیست پوسته دارد. این کهکشان توسط ویلیام هرشل در ۷ مارس ۱۷۹۱ کشف شد. 